# Ochrocesis myga
Ochrocesis myga là một loài bọ cánh cứng trong họ Cerambycidae.